# Andrzej Bienias
Andrzej Bienias (ur. 24 maja 1972 w Kozienicach) – polski aktor teatralny i filmowy, wokalista zespołu Nic do ukrycia.
W 1996 ukończył Państwową Wyższą Szkołę Teatralną im. Ludwika Solskiego w Krakowie. Od 1996 aktor Teatru im. Stanisława Ignacego Witkiewicza w Zakopanem.

## Twórczość teatralna
Zadebiutował jako aktor w 1995 roku w spektaklach PWST w roli Gustawa w przedstawieniu Dziady – 12 improwizacji według A. Mickiewicza (reż. J. Grzegorzewski) na deskach Teatru Starego w Krakowie.

### Role Teatralne w Teatrze Witkacego
- Walpurg – Wariat i zakonnica Witkacego (reż. Andrzej Dziuk, 1996)
- Przeor, Don Jaime – Miguel Mańara Oskara W. Miłosza (reż. Andrzej Dziuk, 1996)
- Fin (reż. Andrzej Dziuk, 1996)
- Tartuffe – Tartuffe według Świętoszka Molièra (reż. Piotr Dabrowski, 1997)
- Żubr, Łoś, Lew, Lelek, Słoń, Bocian, Molowa, Flaming, Żyraf, Mandryl I – Arka Noego (reż. Piotr Dąbrowski, 1997)
- Donalbain – Tragedia szkocka według Makbeta Shakespeare'a (reż. Bartłomiej Wyszomirski, 1998)
- Kain Georga Byrona (reż. Agata Duda-Gracz, 1998)
- Ewaryst, Agenor – Seans Schaeffera (1998)
- Daniel Iwanycz Charms (mąż) – Pif! Paf! Puf! (reż. Krzysztof Najbor, 1998)
- Asasello, Riuchin – Mistrz i Małgorzata Michała Bułhakowa (reż. Piotr Dąbrowski, 1999)
- Papla – Sanduk Ad-Dunia  (reż. Hanaa Metwali,1999)
- Patrycjusz – Caligula Alberta Camusa (reż. Andrzej Dziuk, 1999)
- Wojciech Wałpor – Kurka wodna Witkacego (reż. Andrzej Dziuk, 1999)
- Hrabia – Arsenał zjaw według Luigi Pirandella (reż. Bartlomiej Wyszomirski, 2000)
- C'est la vie! czyli „camiczne” wariacje Henri-Pierre Cami (reż. Piotr Dąbrowski, 2001)
- Narrator – Czarodziejska góra Tomasz Manna (reż. Andrzej Dziuk, 2001)
- Chmara – Mazepa Juliusza Słowackiego (reż. Krzysztof Najbor, 2001)
- Splendid's Jean Jenet (reż Magdalena Ostrokólska, 2002)
- Nick – Kto się boi Virginii Woolf? Edwarda Albee (reż. zespół teatru Witkacego, 2002)
- Jean Tarrou – Dżuma Alberta Camusa (reż. ANdrzej Dziuk, 2003)
- Antonio – Szach mat Franceschi Vittorio (reż. A. Jarzmowska, A, Bienias, 2004)
- Witkacy-Appendix według Witkacego (reż. Andrzej Dziuk, 2004)
- Bal w Operze Juliana Tuwima (reż. Andrzej Dziuk, 2005)
- Gospodarz – Tangen według Hamsuna Knuta (reż. Łukasz Witt-Michałowski, 2005)
- Tadeusz – Śnieg Stanisława Przybyszewskiego (reż. Karina Piwowarska, 2006)
- Książę Padoval de Grifuellhes – Dzień Dobry Państwu – Witkacy według Witkacego (reż. Andrzej Dziuk, 2006)
- Młody – Czarny punkt Andrzeja Dziurawca (reż. Piotr Łazarkiewicz, 2006)
- Witkacy u Karola Szymanowskiego w Atmie według Witkacego (reż. Andrzej Dziuk, 2007)
- Apostoł, Wskrzeszony – Barabasz Pära Lagerkvista (reż. Andtzeja Dziuka, 2008)
- Człapówki – Zakopane Andrzeja Struga (reż. Andrzej Dziuk, 2008)
- Admirał Nogi, Amanullah, Koguciński II, Młody Poeta, Młody Żyd, Spiker Radiowy, Wsuń (aktor japoński) – Antoni S., czyli Wieża Babel Waldemara Okonia (reż. Piotr Łazarkiewicz, 2008)
- Don Kichot Uleczony – wariacje Krzysztofa Kopki (reż. Bartłomiej Wyszomirski, 2009)
- Rufino, Gines – Na Niby – Naprawdę Lope de Vegi (reż. Andrzej Dziuk, 2012)
- Mężczyzna Grający – Halny. Niebezpieczne Sny (reż. zespół teatru Witkacego, 2013)

### Inne role teatralne
- Stary Teatr im. Heleny Modrzejewskiej - Gustaw - Dziady - dwanaście improwizacji Adama Mickiewicza (reż. Jerzy Grzegorzewski, 1995)

- Stary Teatr im. Heleny Modrzejewskiej - Mikołaj Stawrogin - Biesy albo Mały Plutarch żywotów nieudanych Fiodora Dostojewskiego (reż. Ludwik Flaszen, 1995)
- PWST Kraków - Doktor Mikołaj Trylecki, Osip - Płatonow wiśniowy i oliwkowy Antoniego Czechowa (reż. Krystian Lupa, 1996)
- Teatr im. Stefana Żeromskiego w Kilecach - Pinokio Carla Collodi (reż. Bartłomiej Wyszomirski, 2012) - muzyka, teksty piosenek

## Filmografia
- 1996: Gry uliczne jako osoba rozdająca ulotki na wiecu
- 2004: Stacyjka jako mecenas Misiorny
- 2007–2011: Na dobre i na złe jako ortopeda Krzysztof Jędras, ordynator oddziału ortopedii
- 2007: Odwróceni jako gangster
- 2017-2020:  Barwy szczęścia jako Janusz Sałatka, ojciec Józka
- 2024: Forst (serial telewizyjny) jako inspektor Edmund Osica

## Nagrody i wyróżnienia
| nagroda:        | nagroda im. Leokadii Kukawskiej - nagroda za charakter, etykę i umiejętności wokalno-aktorskie |
| rok otrzymania: | 1996                                                                                           |

| nagroda:        | IV Ogólnopolski Konkurs na Teatralną Inscenizację Dawnych Dzieł Literatury Europejskiej – wyróżnienie za role w przedstawieniach Barabasz i Człapówki – Zakopane w Teatrze Witkacego w Zakopanem |
| rok otrzymania: | 2009 |

| nagroda:        | Tarnów - XVIII Ogólnopolski Festiwal Komedii Talia – nagroda aktorska „za magnetyzm i siłę w przedstawieniu Człapówki – Zakopane” |
| rok otrzymania: | 2014 |